# Voorwaartse integratie
Voorwaartse integratie is een vorm van verticale integratie waarbij een bedrijf de activiteiten overneemt die een fase voorwaarts in de productieketen liggen.
Een voorbeeld daarvan is het vervaardigen van staalproducten door een hoogoven- en staalconcern en het oprichten van gespecialiseerde winkelketens door een producent van consumptiegoederen. Het laatste heeft bijvoorbeeld Bata en Hatéma gedaan. De Koninklijke Hoogovens heeft geïnvesteerd in toelevering van stalen producten aan de bouw, maar deze activiteit later weer verzelfstandigd en afgestoten. Aardoliemaatschappijen beschikken over eigen tankstations, enzovoort.